# Bakenhof

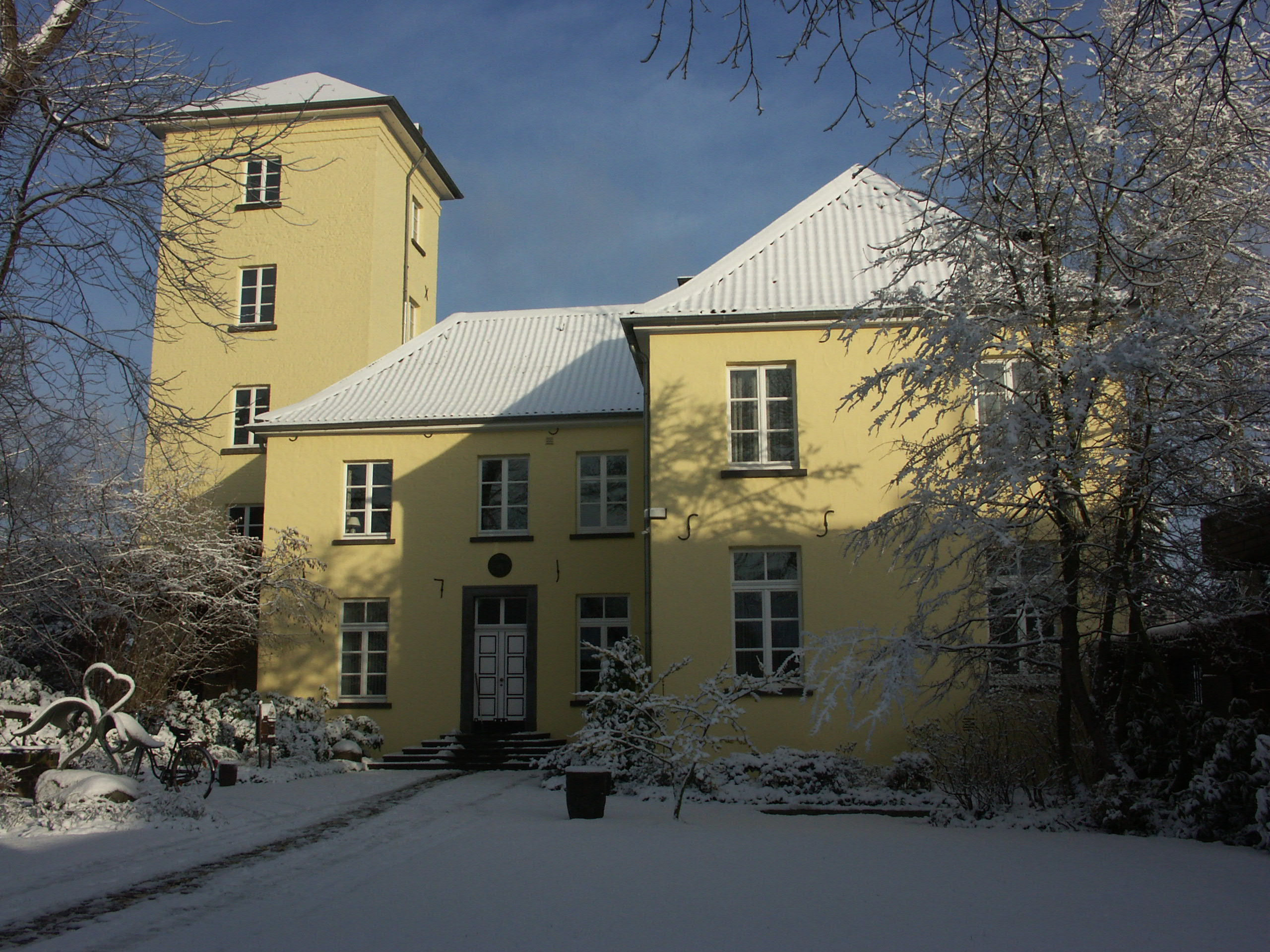
Bakenhof

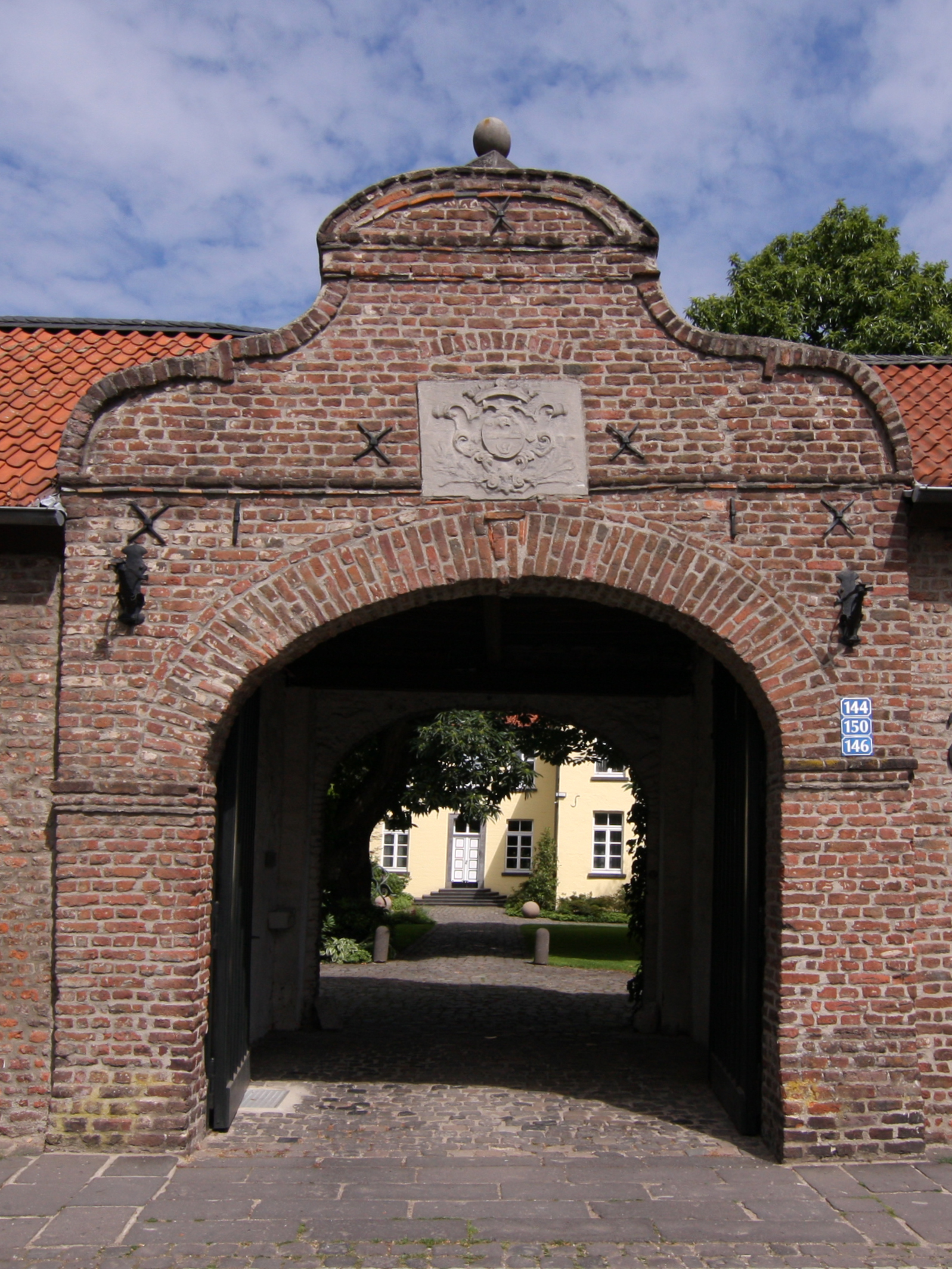
Bakenhof

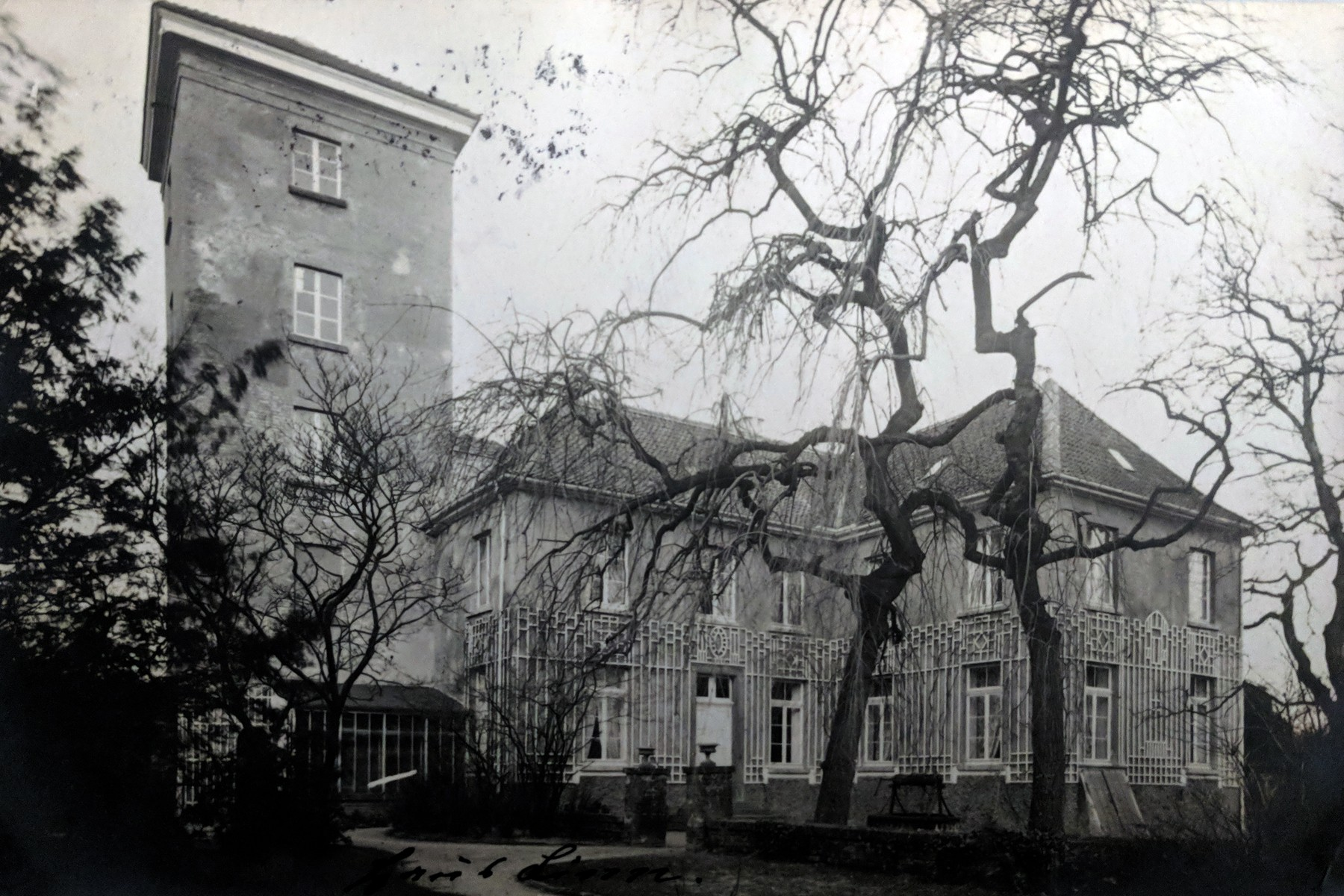
Bakenhof zu Beginn des 19. Jahrhunderts

Der Bakenhof ist ein ehemaliges ritterliches Burglehen und Wahrzeichen des Krefelder Vorortes Linn. Der denkmalgeschützte Bau steht an der Ecke Mauerstraße/Rheinbabenstraße.
Zum Bakenhof gehören ein fünfgeschossiger, quadratischer Turm mit einem Zeltdach, ein Wohnhaus bestehend aus zwei rechtwinklig stehenden Flügeln und das Torgebäude. 
Das Torgebäude erstreckt sich entlang der Rheinbabenstrasse und zeigt über der Durchfahrt das Wappen der Familie Heinsberg, die das Anwesen über 200 Jahre bewohnte.
Das Burglehen verdankt seinen Namen wahrscheinlich der Familie Bake, in deren Besitz das Anwesen Ende des 14. Jahrhunderts war.  Das ehemals (wie der Issumer Turm) zur Burg Linn gehörige Ritterlehen war im 16. Jahrhundert im Besitz der Herren von Quadt, seit etwa 1670 bis Ende des 19. Jahrhunderts in dem der Familie von Heinsberg, heute der Familie Raitz von Frentz. Von der ältesten Anlage steht nur noch der modernisierte und wohl in der 1. Hälfte des 19. Jahrhunderts erhöhte Turm. 